# Deportivo Riestra
Deportivo Riestra Asociación de Fomento Barrio Colón, besser in der Kurzform Deportivo Riestra bekannt, ist ein argentinischer Sportverein aus dem Stadtteil Nueva Pompeya der Hauptstadt Buenos Aires. Hauptsächlich ist der Verein für seine Fußballabteilung, auch Blanquinegro oder Los Malevos de Pompeya genannt, bekannt.

## Geschichte
Deportivo Riestra wurde 1931 in Buenos Aires von einer Gruppe Jugendlicher gegründet. Der Verein trat 1946 der argentinischen Fußballvereinigung bei und spielte zunächst in der vierten Liga, der Primera D. Im Jahr 1953 feierte Riestra seinen ersten großen Erfolg mit dem Gewinn der Meisterschaft in der Primera D.
In den folgenden Jahrzehnten erlebte der Verein eine wechselhafte Geschichte mit mehreren Abstiegen und Aufstiegen, spielte aber dauerhaft in der Primera C oder Primera D mit einer Ausnahme von 1989 bis 1992. Im Jahr 1994 gelang der Wiederaufstieg in die Primera C, wo er sich stabilisieren konnte. Im Jahr 2014 schaffte Riestra den erstmaligen Aufstieg in die Primera B Metropolitana, wo man in der Saison 2016/17 die Vizemeisterschaft erreichte und somit erstmals in der zweiten Liga spielte. Zwar stieg Riestra direkt wieder ab, doch im Folgejahr gelang der Wiederaufstieg. In der Saison 2023 konnte Deportivo Riestra erstmals den Aufstieg in die Primera División realisieren, nachdem es das Torneo Reducido der Nacional B gewonnen hatte.

## Stadion
Deportivo Riestra trägt seine Heimspiele im 3000 Zuschauer fassenden Estadio Guillermo Laza aus. Das Stadion im Stadtteil Villa Soldati wurde 1993 eröffnet.

## Weitere Sportarten

### Futsal
Deportivo Riestra spielt mit einer Futsal-Mannschaft in der Primera D und unterhält eine Reservemannschaft sowie Jugendmannschaften.

### Schach
Die Schachmannschaft des Vereins ist Mitglied der Federación Metropolitana de Ajedrez (FMDA).